# Бутрева
Бутрева е село в Южна България. То се намира в община Велинград, област Пазарджик.

## География
Село Бутрева се намира в планински район на 30 км западно от Велинград. Образувано е от населените местности Бузгова, Бутрева, Ислямова, Шейнова, Перушинска, Аероплането, Дренкова и Палерска (от с. Цветино)на 26 декември 1978 г.

## История
След Руско-турската война и Съединението на България населението на Бабешките колиби намалява. През 1887 година Христо Попконстантинов обнародва статистика за броя на домакинствата в бабешките колиби, в която Бутрева (Бутрови колиби) е посочено като селище с 25 мюсюлмански семейства, а Бузгова (Бузгови колиби) като селище с 30 мюсюлмански семейства.